# エマ (漫画)
『エマ』（Emma）は、森薫による日本の漫画作品。エンターブレイン社の『コミックビーム』にて2002年1月号から2006年5月号まで連載された。また2006年9月号から2008年3月号まで後日談を含めた「番外編」を連載していた。

## 概要
作者の商業誌デビュー作であり、2005年春には『英國戀物語エマ』と題されてテレビアニメ化された。
ヴィクトリア朝時代のイギリスを舞台に、階級社会の光と影を穏やかに淡々と展開するストーリー。端々には作者特有のユーモアも見られ、原作は平成17年（2005年）度第9回文化庁メディア芸術祭マンガ部門優秀賞を受賞している。

## あらすじ
※この項目では、おおむね原作コミックの1巻から4巻における内容をあらすじとして記載している。

### オールワークス時代
舞台は1890年代、街にはまだ馬車が行き交うヴィクトリア朝時代のイギリス。そこには、持てる者と持たざる者との間に厳密な境界がある、階級社会があった。
主人公のエマは、良家の家庭教師を引退してロンドンで隠遁生活を送っている老婦人・ケリーの下で使用人としての教育を受け、家事全般を一人で取り仕切るメイドとして暮らしていた。そこへある日、ケリーの元教え子で有力な貿易商ジョーンズ家の跡取り息子・ウィリアムが訪れる。ウィリアムはそつなく控えめに応対したエマに強く惹かれる。
ウィリアムの穏やかな求愛に次第に心を開いていくエマだったが、2人の恋はインドの王族でウィリアムの友人であるハキムとケリー以外、祝福する者のないものであった。ケリーが亡くなり、訪れたジョーンズ家で2人の身分の差から叶わぬ恋と痛感したエマはウィリアムに行き先を告げぬまま、ロンドンを去る。
一方、エマと行き違いになったウィリアムはケリーの友人であるアルからエマの生い立ちについて聞かされる。
エマは生まれて間も無く両親を喪い孤児になっており、ヨークシャー州の貧しい漁村で叔父夫婦とともに暮らしていた。ある日人さらいにロンドンへ連れてこられ娼館に売られそうになったが、一瞬の隙をついて逃げ出した。以降数年間、ロンドンの路上で花売りとして生活する日々を過ごす。12、3歳の頃ガヴァネスを引退していたケリーに引き取られ、メイドとしての教育を受けたのだった。またケリーはエマの性格を愛し、メイドとしての教育以上のフランス語や文学の基礎なども教えていた。
エマと出会えず帰宅したウィリアムはハキムからエマが自分と別れる決意をしたと聞かされキングス・クロス駅まで追いかけるが、既に列車は発車した後であった。(～第十四話)

### ハワースでのハウスメイド勤め
故郷へと向かう汽車の中で偶然同席したドイツ系の貿易商・メルダース家のハウスメイドであるターシャの薦めにより、エマはハワースのメルダース家でハウスメイドとして勤めることとなる。そこで彼女はメイド長・アデーレに仕事振りを評価され、彼女の推薦によりメルダース夫人・ドロテアの身の回りの世話要員として主人夫妻と共に再びロンドンへ赴くこととなる。(～第二十話)
ハワースでも交際があった友人ミセス・トロロープとロンドンで再会したドロテアは彼女が息子の婚約発表のパーティーへ出席するのに同行者を探していることを知り、エマをハウスメイドよりも上級の使用人である侍女=レディースメイドとして同行させることを提案した。実はミセス・トロロープの本名はオーレリア・ジョーンズでウィリアムたち兄弟姉妹の母親であり、彼女の婚約した息子というのはウィリアムのことであった。
エマを失ったウィリアム自身は上流階級という身分への復讐を込めて「階級がそれほど大事というなら、一生その上流階級として生き、誰もが認める上流階級の体現者になったら死ぬ時に全部捨てて死んでやる」と決意し、妹のグレイスの友人である貴族の令嬢・エレノアと婚約したのであった。
事情を知らぬままオーレリアの付き添いとしてパーティーへ出席したエマはウィリアムと思わぬ再会を果たす。ショックでその場に崩れ落ちたエマが休む部屋を訪れたウィリアムは、彼女をしっかりと抱きしめるのであった。(～第二十九話)
こうしてお互いの想いを確認し固い絆で結ばれあった2人だが、厳格なる上流社会と平民との格差はこの絆を試すかのように更なる試練を課していくこととなる。

## 登場人物
ここでの紹介は原則として原作のものである。声はテレビアニメ版『英國戀物語エマ』シリーズ、インターネットラジオ版『エマ放送協會』のもの。

### 主要人物
エマ（Emma）
声 - 冬馬由美
本作の主人公。両親を早くに亡くし母方の叔父によってヨークシャー州の漁村で育てられる。ある日、叔母の言いつけで貝を売りに出かけたところを人買いに攫われ、連れ去られた先のロンドンで娼婦として売られかけるが、交渉の隙をついてからくも逃げ出す。以後はメイドの下働きをして食事をもらったり、同じような境遇の子供から教えられ、小さな花束を作って売ったりすることで日銭を稼いで生きのびていた。
15歳のとき にケリーの友人の家で働いていた所をケリーの目にとまり、彼女の家のメイド・オブ・オールワークス=雑役女中として務めることとなった。その傍ら、ケリーによって立ち振る舞いからフランス語や文学の基礎（シェイクスピア）などの教育を受け、後には下級のメイドであることを周囲から疑われるほどの、様々な教養を身につけた。また、当時は高価で庶民には縁遠いものであった眼鏡も、ケリーから譲り受けている。視力が非常に悪く、眼鏡がないと人が影程にしか見えない。
容姿の良さから、様々な身分の男性から恋心を寄せられていたが、全て断ってしまっていた。
その後、恩師を訪ねてきたウィリアムと出会い、邂逅を重ねるうちに彼に惹かれていく。
ケリーの死後、行くあての無いままヨークシャーに戻る列車の中でターシャと出会い、彼女の推薦と、彼女が仕える女主人・ドロテアの強い希望もあり、紹介状も無いにも関わらずメルダース家のハウスメイドとして働く事になる。
なお、「美人で無口で眼鏡で照れ屋」という設定は作者の趣味から（本人曰く「最強の四段設定」）。初期稿では黒髪黒目でクールな表情など、アデーレに近い設定であった。
ウィリアム・ジョーンズ（William Jones）
声 - 川島得愛 / 幼年時 - 世戸さおり
裕福な貿易商でジェントリであるジョーンズ家の長男。ジョーンズ家は4代前に勃興した家で、爵位こそ持たないものの、現在では名家として社交界でも一目置かれており、ウィリアムは将来の家督相続人として厳格に育てられた。
インドのマハラジャの王子から軍人の家系の家の子息まで交友は広く深く、人に信頼される紳士である。原作では、イートン・カレッジを卒業していることが語られているが、大学に進んだかどうかは不明。
父に言われ渋々訪ねた恩師・ケリー宅でメイドのエマに出会い、一目惚れをする。
良くも悪くもお坊ちゃん気質であり、妹のグレイスからは「適当で面倒臭がりでボーッとしてて、優柔不断で自信なさそうで能天気」と評されるが、そのおおらかさと生真面目さ、素直で紳士的な態度がエマの心を暖めた。
いわゆる「天才型」 で、なんでも無難にこなすものの、それゆえに目立ったところがなく、当初は周囲から少々頼りない存在と見なされていたが、エマへの思いを貫こうとする内で、人間的に磨かれ、大きく成長を遂げることとなる。
ケリー・ストウナー（Kelly Stowner）
声 - 中西妙子 / 若い頃 - 野田順子
エマが仕えていた家の主人。1838年生まれ。18歳で結婚したが2年後に夫・ダグラス / ダグ（声：森岡弘一郎）が流行り病に倒れ、それ以来30余年をガヴァネス（家庭教師）として働いていた。引退後はエマを引き取り教育を施し、メイド・オブ・オールワークスとして育てたエマと共に暮らしていた。
裕福でない子供達を集めて寺子屋のようなことをしていたという隠れ設定がある。
我が子のように思っていたエマとウィリアムの恋路を陰ながら応援していたが、足を悪くして体調を崩し床に伏しがちとなり、その恋が成就したかどうかを見届けることなくこの世を去った。
番外編では、彼女が夫と共にロンドン万国博覧会へ行くエピソードが収録されている。
エレノア・キャンベル（Eleanor Campbell）
声 - 小林沙苗
キャンベル子爵家の令嬢。三姉妹の末っ子。ウィリアムの妹・グレイスの友人。
涼しく張った瞳が特徴的な、可憐で素直な美少女。ただし、まだ性格的には幼さも残り、特に恋愛に関しての憧れを強く抱いていた。
初めて出席した舞踏会でウィリアムに引き合わされ、その後、ディナーパーティでのエスコートなど付き合いを重ねるうち、彼の親切で紳士的な振る舞いに惹かれるようになる。その後、彼に思いを打ち明け、受け入れられて婚約するが、エマへの想いを断ち切れないウィリアムに、一方的に破棄されてしまう。
番外編では、醜聞を嫌った父の命令で保養地のブライトンに逗留しており、そこで心の平安を得て自分を見つめ直し、新たな恋人となる人物と出会うことになる。

### ジョーンズ家
リチャード・ジョーンズ（Richard Jones）
声 - 野島昭生
ウィリアムの父。貿易業を手広く営む ジョーンズ家の3代目で、上流社会にも得意先や商売仲間が多い。
パブリックスクールに通えず、社交界において30年以上に亘る努力と忍耐を重ね、現在の地位を築いてきた苦労人である。
規律と伝統を重んじる良識人で、常に自制を信条としているが、しばしばその苦労人としての経験が、周囲にまで自制を強いることとなる。家族と妻を深く愛しているが、不器用な性格ゆえに愛情表現が下手である。また自分たち夫婦が身分違いの結婚で苦労した経験から、身分違いのエマとウィリアムの恋には（社交界でどのように扱われるか想像できるため）断固反対の姿勢をとっていたが、5年後は折れる形で2人の結婚を認めた。
グレイス・ジョーンズ（Grace Jones）
声 - 大原さやか
ウィリアムの妹でジョーンズ家長女。しっかり者の美人。結婚を誓った恋人（最終話とコミック版のおまけとアニメ第2期で登場、後述）がいるが、父親にはまだ紹介していない。
エレノアの友人で、面倒見のいい性格から他にも多数の友人や崇拝者を持つ。ウィリアムがエレノアとの婚約を一方的に破棄した際には、エレノアの友人として怒りを露わにし、兄との間に距離を置いた。
後に、兄・ウィリアムに先んじて結婚。ウィリアムとエマの結婚式の時点では男児をもうけている。エレノアとウィリアムが婚約破棄に至った経緯から、5年経過した後もエマに対する気まずさを抱いている。
アーサー・ジョーンズ（Arthur Jones）
声 - 宮田幸季
ウィリアムの弟でジョーンズ家次男。天才型の兄ウィリアムに対し、努力家の秀才型。パブリックスクールであるイートン・カレッジではプリフェクト（監督生）に選ばれている。
将来はオックスフォード大学に進み、バリスター（法廷弁護士）になろうと考えている。
無愛想だが世間を達観している部分もあり、自分の確固たる信念に基いて行動するなど、性格は父親似で、容姿も父親の若い頃とよく似ている。
表情はめったに変わらないものの、酒には弱い方で、酔うと饒舌になる。
ヴィヴィアン・ジョーンズ（Vivian Jones）
声 - 水橋かおり
ウィリアムの妹でジョーンズ家次女。愛称は「ヴィヴィー」。明るく活発、ませた性格で愛読書は『ゼンダ城の虜』や『ロミオとジュリエット』ほかの恋愛物。社交界に憧れを抱いており、またウィリアムがエレノアと結婚することを強く望んでいた。
わがままで気が強く、アーサーと言い合いをするなど口も達者である。
プライドの高いお嬢様気質で、幼さゆえに思い込みの激しいところがあり、ケリーの死後、エマがウィリアムを訪ねてジョーンズ家を訪れた際には、エマが兄を誘惑したに違いないと考えて客間に飛び込み、「身分の違いをわきまえなさい」などとなじり、慌てたグレイス達に捕まえられて引き戻されるという一幕もあった。
幼少期に母のオーレリアが療養で田舎に発つ際は号泣して駄々をこね、成長後も面会時に普段会えない寂しさを埋め合わせるように甘えていた。
本編完結の数年後となるウィリアムとエマの結婚式では、エマに対してはまだ隔意を抱きつつも、大張り切りでブライズメイドを務めたり、おめかしした姿を憧れのメルダース夫人に褒められて大喜びする一方、レディでありながらエーリヒ（後述）に釣りを教え、渋い顔の父を尻目に大漁宣言するなど、そのおませぶりと活発さには拍車がかかっている。
コリン・ジョーンズ（Collin Jones）
声 - 下屋則子
ウィリアムの弟でジョーンズ家三男。
引っ込み思案で甘えん坊な所が随所に見受けられる反面、褒められると一気に増長するなどまだまだ幼い。遊びたい盛りであるが上の兄とは歳が離れていて、すぐ上の姉であるヴィヴィアンとは喧嘩してばかりである。
オーレリア・ジョーンズ（Aurelia Jones）
声 - 島本須美
リチャードの妻でウィリアムたち兄弟の母。ウィルトシャー州在住の医師の娘で社交界にも居場所がありながら、自然の中で自由闊達に育つ。旧姓はハートウィック（Hartwick）。
可憐ながら奔放な性格が社交界では浮いてしまい、周囲からは「レディの名に恥じる」などと陰口をきかれていたが、その物事にこだわらないおおらかさに惹かれたリチャードに申し込まれ、身分差を超えての結婚となった。
しかし今度は「格式のある上流の娘が成り上がりに嫁ぐなど非常識」と言われることになり、そのストレスなどから心を病んでしまい、その身を案じたリチャードの勧めで、転地療養を名目に田舎で隠遁生活を送ることとなった。
現在は社交界から距離を置くために家族とも離れ、ハワースに老いた使用人のマーサと2人で住んでいる。世間には極力関わらないような生活をしているため、口さがない者からはミザントロープ（人間嫌い）のミセス・トロロープと呼ばれている。しかしながらあけっぴろげな性格のドロテアとはウマがあい、屋敷が近いこともあって親しく付き合っている。
後にエマとウィリアムの関係を知り、自らの経験から複雑な感情を抱きつつも二人を応援する事となる。
マーサ（Martha）
声 - すずき紀子
オーレリア付きの忠実なウェイティング・メイド（侍女）。情が深く、やや涙もろい性格の持ち主でオーレリアのことは今でも「お嬢様」と呼び、慕っている。
作中では最年長。
スティーブンス（Stevens）
声 - 幹本雄之
リチャードの代からジョーンズ家に仕えるバトラー（執事）。何事にもそつなく対応する、非常に洗練されたバトラーである一方、エマがジョーンズ家を訪ねた時には事情を汲んで客間に通すなど、機微に通じた人柄の持ち主。
主人のためなら自分が叱責を受けようとも厭わない。上流社会の事情にも明るく、控えめながらも有能な人物である。

### キャンベル家
キャンベル子爵（Viscount of  Campbell）
声 - 堀勝之祐
世襲貴族キャンベル家の当主。エレノアの父。一貫してジョーンズ家を成り上り者として見下した言動をとり続けている。
愛人がいるがその女性に対しても傲岸不遜な態度をとっている。
リチャード・ジョーンズには「大変行動力のある人物」と陰で嘲笑されており、彼に仄めかされて、エマをアメリカへ排除する陰謀を実行した。
キャンベル夫人（Lady Campbell）
声 - 相沢恵子
エレノアら3姉妹の母。夫に愛人がいることを知りながらもそういうものと割り切っており、子爵夫人としての務めを怠らない賢夫人である。しかしながら婚約を破棄され、傷ついているエレノアに夫子爵があまりに冷たい態度を取った時には思わず抗議するなど、娘たちには優しい母親でもある。
レディ・モニカ・ミルドレイク（Monica Mildrake）
声 - 井上喜久子
エレノアの次姉で華やかな美女。ミルドレイク伯爵夫人。エレノアを溺愛するあまり、彼女を傷つけたウィリアムに対して、自ら彼の家に乗り込み文句を付けるなど勝気な性格で、自由奔放な行動力の持ち主。尊大な父子爵と、粛々と従う母夫人に反発しており、その態度を隠さない。エレノアの純粋な性格はこれまでの彼女の庇護によるものである。
エレノアの婚約の際にはショックを受け、インドへ傷心旅行に出かけた。帰国後はハキム・ガールズを幼くしたような3人の侍女たち（モニカ・ガールズ）を連れ歩いている。
夫であるフレデリック・ミルドレイク伯爵（Earl of Fredrick Mildrake）のことは好きでも嫌いでもなかったが、彼のプロポーズが一番情熱的で、モニカのためなら火中も辞せずの騎士道精神が一番だったから結婚した、とエレノアに語っている。
しかしながら夫に対して一定の愛情と敬意を抱いており、彼の前では貞淑で可愛い妻の態度を崩さない。父親が夫を「頭が弱い」と痛罵した際には、憤激のあまり絶句している。

### メルダース家
ヴィルヘルム・メルダース（Wilhelm Mölders）
声 - 青山穣
ドイツ人の貿易商。ドイツからの移住者で、その商才と地位はイギリスの社交界でも一目置かれている。イギリス社交界の内向的な階級偏重主義には、内心で反感を抱いており、ウィリアムとエマが身分差を超えて愛し合っている事を知った際にも、一定の理解を示した。一方で実務志向の現実主義者でもあり、ウィリアムの抱える問題点について指摘した上で、現状の打開について話し合うことを提案した。また、エマがトラブルに巻き込まれた際にも、ビジネスマンらしく実際的な行動をとっている。
妻のドロテアを熱烈に愛してやまない愛妻家で、彼女に甘い部分がしばしば見うけられる。
モノクル（単眼メガネ）とステッキを愛用しており、表情はほとんど顔に出さず、常に冷静で必要最小限の事しか口にしない。
ウィリアムとエマの結婚式では、父親のいないエマのためにエスコート役を引き受けた。また、その後のパーティでは、ドロテアのダンス相手を務めさせられた男性使用人を睨みつけるなど、愛妻家ぶりも健在である。
ドロテア・メルダース（Dorothea Mölders）
声 - 高島雅羅
ヴィルヘルムの妻。黒髪で豊満な肢体の華やかな美人。派手好きだが裏表のない性格で、ミセス・トロロープことオーレリアの良き友でもある。
細かいことにはこだわらない一面を持ち、紹介状無しでエマを雇ったことを案じたミセス・ヴィークに対して「神経質すぎる」とも発言している。
単調な田舎暮らしに飽きており、エマとウィリアムの仲を知ると積極的に援助をしている。
娘時代にはストレス解消に馬を乗り回しており、出会いがしらにヴィルヘルムを危うく轢きかけたのが、二人の初対面となっている。
才気煥発な人物で、後にはヴィヴィアンも彼女のファンとなっている。エマ曰く「奥様は私のような者から見てもとても立派で、貴族の方の事はあまりよく知りませんが、きっと貴族の方以上に…」とのこと。
容姿のモデルはマリア・カラス。
エーリヒ・メルダース（Erich Mölders）
声 - 高木礼子
メルダース家の長男。リスのテオ（Theo）を飼っている。
利発なしっかり者だが、まだ幼いためメイドたちの手を煩わす事もしばしばである。また、兄妹ともお風呂嫌い。当初は英語は理解できずにいたが、ジョーンズ家との交流も手伝って、兄妹ともに会話をこなせるようになった。後にすっかりとヴィヴィアンの子分格になり、彼女から釣りの指導などを受けている。
イルゼ・メルダース（Ilse Mölders）
声 - 下屋則子
メルダース家の長女。まだ幼くおねしょをする事もある。作中では最年少。数年後、ジョーンズ家との交流で、コリンと仲良くなる。絵を描くことが好き。
アデーレ（Adele）
声 - 斎賀みつき
メルダース家のメイド長で、ドイツ人。黒髪のクールな美人。酒豪。
常に冷静な性格で、家政婦（ハウス・キーパー）のミセス・ヴィークから頼りにされている。エマの仕事振りを評価しており、後に「メイド長にもなれた」とまで絶賛している。
仕事に誇りと生きがいを抱いており、ドイツにいた頃は恋人がいたが、あくまでメイドを天職と決めていたため考えが合わず、別れてしまった。
最終巻ではハンスにキスをしていた。
ターシャ（Tasha）
声 - 若林直美
メルダース家のハウスメイド。ウィリアムと別れ、故郷に帰ろうとしたエマと、列車で同じコンパートメントに乗り合わせ、人手不足であるメルダース家のメイドになることを勧めた。その後エマと同室となり、友人となる。エマと髪の色が同じで背恰好が似ている。
何にでも喜びを見出す活発で闊達な性格で、仕事には熱心だが注意力散漫で、かなりのおっちょこちょい。酒に酔うと陽気になって大勢の前で歌い出す。
メルダース家に務める前は失敗続きで、奉公先からすぐ暇を出されていたが、エマと組むようになってからは仕事の精度も上がってきた。イギリス人。
実家は8人家族（両親、兄、妹に弟が3人）で農業を営んでいる。自分と同様におっちょこちょいの母がおり、末弟からは呼び捨てにされている。落ち着きに欠いているが、エマより年上。
ハンス（Hans）
声 - 東地宏樹
メルダース家のフットマンで、ドイツ人。トマスとは旧知の仲で、共にフットマンとしては最古参である。無愛想でともすれば粗野な感じを与えるが、基本的に真面目で、下の者に対する思いやりもある人物。
経歴不詳でメルダース家に勤め始めたエマに対して、当初は何かと警戒するような態度を取っていた。
最終巻ではトマスにアデーレの好きなポートワインを買うよう、からかい気味に勧められ、思わずぼやくという場面を見せた。
その他メルダース家使用人
- ミセス・ヴィーク（Mrs. Wieck）（声 - 竹口安芸子） - ハウスキーパー（家政婦）。
- ヨハンナ（Johanna）（声 - 津田匠子） - コック長。ミセス・ヴィークとは仲が悪い。昔の容姿は本人曰く「ちょっとしたもの」であったらしい。
- その他ハウスメイド
  - マリア（Maria）（声 - 大原さやか） - ハウスメイド兼パーラーメイド。金髪のグラマラスな美女。ドイツ時代からメルダース家で働いている。アデーレと同室。飄々とした性格で、ヨハンナのくどくどとしたお説教も柳に風と受け流すことができる。仕事はできるが異性との付き合い方も奔放であり、アデーレからは「（新人メイドにとって）悪い見本」と言われ、本人もそれを認めている。一方、ヨハンナからは「あたしゃあんたのことは買ってるんだ、良く働くしね」と評されている。
  - アルマ（Alma）（声 - 釘宮理恵） - ハウスメイド。しっかり者で人気者。涼しげな目元とサラサラの金髪が特徴。ウィリアムとエマの結婚式でジョーンズ家の男性使用人から声を掛けられていた。
  - ポリー（Polly）（声 - 笹本優子） - ハウスメイド。年少で下っ端。女性週刊誌的な趣味があり、他人の人となりや男女関係を妄想気味に語ってはアルマたちに呆れられている。

- その他フットマン
  - トマス（Thomas）（声 - 高木礼子）- メルダース家最古参のフットマン。ハンスとは子どもの頃からの仲。最終回では酒屋に転職し、結婚している。妻は自分より長身。
  - ヤン（Jan）（声 - 釘宮理恵）- フットマン。年少で下っ端。年上の同僚たちからよくからかわれている。

### その他の人物
ハキム・アタワーリ（Hakim Atawari）
声 - うえだゆうじ
インドのマハラジャ（藩王）の第2王子。ウィリアムの子供時代からの友人で、ロンドンのジョーンズ家に長期滞在をしている間に、エマに恋をする。しかし、ウィリアムとエマが互いに想い合っていると知り、身を引いた。以降は2人の恋を見守るスタンスを取っている。
真剣に彼らの恋の成就を願っていたようで、エマが身分差を痛感し、ウィリアムに黙って去ることを告げた際には、「私はウィリアムが相手だというから退いたのだ。そうあっさりと諦めましたでは困る！ウィリアムと会って話せ！」と珍しく激昂しており、またウィリアムがエレノアにプロポーズした際には、「つまらなくなったから（インドに）帰る」と漏らし、実際に一時モニカを連れてインドに帰っていた。
何事に関しても積極的。父親の教育方針とウィリアムの影響で、イギリス上流階級の習慣には通じている が、王族故か常識知らずで、象を馬車代わりに使う、側室と見られる女召使たち（ハキム・ガールズ）を常に周囲に侍らせる、部屋を自国風に改装してしまうなど、自国の貴族文化をそのまま英国内に持ち込んだ生活態度のほかに、ロンドンの街を象で爆走したり、ジョーンズ邸内で自動車を暴走させるなどといった放埓ぶりを発揮している。本編から数年後にあたるウィリアムとエマの結婚式でも、自ら操縦する飛行機で駆けつけるなど、そのエキセントリックな行動は相変わらずである。
子供の頃にウィリアムにテニスを教えてもらって以来、テニスの腕は互角。
アル（Al）
声 - 西村知道 / 若い頃 - 千葉一伸
ロンドンの下町に住む修理工。ケリーとその夫・ダグの古くからの友人。近所のパブの店先で仲間とトランプをしている事が多い。
寡黙で多くを語らないが、ケリーに対しては何らかの感情を持ち続けていた様子であった。
グレイスの友人3人娘
- イライザ（Eliza）（声 - 宇乃音亜季）
- ファニー（Fanny）（声 - 浅野るり）
- アリス（Alice）（声 - 村井かずさ）

ロバート・ハルフォード（Robert Halford）
声 - 野島裕史
ウィリアムの親友。軍人の家系の男爵家の跡取りだが、本人は軍人ではない。
キャンベル家に恥を掻かせた形になったジョーンズ家に対し、周囲が巻き込まれまいと関係を断つ中、ウィリアムがここ（ジョーンズ家）にはこないほうがいいと忠告すると、逆に笑い飛ばすほどの度量の広さを持つ。「うちはもともと軍人の家系だ、臆病ものはいない」がそうした場合の口癖らしい。学生時代は下級生からもかっこいいと慕われていた。

## 書籍

### 単行本
本編全7巻に加え、外伝が全3巻としてエンターブレインより刊行されている。
- 1巻：2002年8月30日発売 ISBN 4-7577-0972-2
- 2巻：2003年2月24日発売 ISBN 4-7577-1312-6
- 3巻：2003年11月25日発売 ISBN 4-7577-1642-7
- 4巻：2004年5月26日発売 ISBN 4-7577-1887-X
- 5巻：2005年3月31日発売 ISBN 4-7577-2168-4
- 6巻：2005年8月31日発売 ISBN 4-7577-2403-9
- 7巻：2006年5月25日発売 ISBN 4-7577-2787-9
- 8巻：2007年3月26日発売
  - 通常版 ISBN 978-4-7577-3449-4
  - 特装版[7] ISBN 978-4-7577-3450-0
- 9巻：2007年9月25日発売 ISBN 978-4-7577-3726-6
- 10巻：2008年4月25日発売 ISBN 978-4-7577-4178-2

8巻以降は「番外篇」であり、エマ以外のキャラクターにスポットを当てているため、エマはほとんど登場しない。ただし10巻の最終話はエマとウィリアムの結婚式を描いたもので、二人のほかジョーンズ家とメルダース家、アルやハキムなど本編の主だった人物が出演している。

### 小説
- 小説エマ（著者：久美沙織、挿絵：森薫）
  - 1巻：2005年3月22日発売 ISBN 4-7577-2209-5
  - 2巻：2005年10月29日発売 ISBN 4-7577-2490-X

### 関連書籍
- エマ ヴィクトリアンガイド（著者：村上リコ、挿絵：森薫）：2003年11月25日発売 ISBN 4-7577-1643-5
- 森薫拾遺集：2012年2月15日発売 ISBN 978-404-727824-0

『Fellows!』にて発表された作品（過去の再録物を含む）をまとめたもの。本作品のサイン会用ペーパーや、DVD用の4コマ漫画等が収録されている。

## テレビアニメ
第1期
『英國戀物語エマ』（えいこくこいものがたり エマ）というタイトルで2005年4月から6月まで全12回にわたり放送された。TBSが製作に参加しているが他系列での放送を制限するJNN協定の適用外番組としたためRKB毎日放送（福岡県のTBS系列局）・衛星放送以外のTBS系列局では放送せず、UHFアニメとして放送するという珍しい放送形態を採った（その後TBSが製作に関わったアニメでは、この様な放送形態を採ったアニメが数本製作されている）。
原作コミック1巻から2巻をベースにストーリーが構成されており、エマがキングス・クロス駅を発つところで終わっている。DVDは初回生産版と通常版共に全6巻にまとめられて発売中。また第1期のDVD-BOXとして「第一幕廉価版 英國戀物語エマDVD-BOX」（森薫書き下ろしイラスト入り）も発売された。
なお後述する第2期と区別するため、公式サイトでは第2期本格展開と同時に第1期を「第一幕」と呼称している（現状は便宜上の呼び名に過ぎない）。
第2期
タイトルは『英國戀物語エマ 第二幕』（えいこくこいものがたり エマ　だいにまく）。別名「メルダース編」。全12話構成。2007年4月より独立UHF局、5月よりメ〜テレでそれぞれ放送開始された。
第1期の制作に関わったTBSは第2期には不関与でアニメーション制作会社がStudioぴえろから亜細亜堂に変更、担当代理店もビッグショットから創通に変更されている。
放送局も第1期を放送したBS-iやRKBでは放送されず、逆に第1期を放送していないTOKYO MXが加わった（唯一夕方枠での放送となる）。さらに東海地区の放送局もテレビ東京系の愛知県域テレビ局であるテレビ愛知からテレビ朝日系の東海3県広域テレビ局であるメ〜テレに移行している。

### オリジナルキャラクター
第1期
フランシス（Frances）
声 - 田上由希子
ジョーンズ家のメイド。通称「フラニー」。エマ放送協會の教育ラジオにも出演。
サラ（Sarah）
声 - 本名陽子
ウィリアムがエマとの逢引に利用する骨董店「MATRTIN&SARAH」の看板娘（ただし原作第1巻では「LEYTON」の店のサラが登場するシーンがある）。
第2期
ナネット（Nanette）
声 - 甲斐田裕子
メルダース家のレディーズメイド＝侍女の一人。有能な侍女であるが、当初はエマを良く思っていなかった。付き合っていた男に唆されてドロテアの扇を盗み、その罪をエマに擦り付けようとしたところ、ハンスの働きにより全てが露見。ミセス・ヴィークに辞めさせられそうになるが、エマの進言とドロテアの執り成しによりハウスメイドへの格下げ処分で済み、深く反省する。以降はエマを見守る立場に回った。

### 原作と異なる点
第2期アニメでは、単行本の第3〜7巻（後ほど詳述するが、一部第8巻の内容も組み込まれている）に相当する内容をわずか全12話で描くという制限から、原作での時系列や人物関係が変更されたオリジナルストーリーとなった。
主な相違点は次の通り。
- ナネットは原作に登場していない。
- イライザ、ファニー、アリスの3人娘の登場シーンが少ない。
- フレデリックの登場シーンはエピローグの1カットのみ。
- エレノアからウィリアムへの告白の場面がオペラ劇場ではない。
- メルダース家のハワース本邸でのボヤ騒ぎがロンドン別邸での火事騒ぎになっている。この火事騒ぎはエマが外出中の出来事になっており、メルダース家の使用人だけで消し止められずに消防隊の出動を仰いでいる。
- オドネル一味が登場しない。つまりエマの誘拐騒ぎとアメリカ大陸でのシーンが無い。
- 上記の代わりにキャンベル子爵の陰謀でジョーンズ家の家業「ジョーンズ商会」（原作では名称未登場）が手掛ける鉄道建設事業の資金繰りがカントリーリスクで難しくなり、家業が存亡の危機に立たされる。
- ウィリアムがエマにプロポーズをする舞台がクリスタルパレスになっている。
- エマへの求愛などを含めてハンスの登場が原作よりも多く、物語の中で重要な役割を担っている。
- 原作第7巻において本編が完結した時点では、ウィリアムがエマと結婚をする決意を語っただけであったが、アニメではエンディングで結婚をして4人の子供をもうけたことが描かれている。なお、アニメが終了した後に刊行された原作最終巻の第10巻で描かれた後日談では、結婚に数年の時間をかけている描写があり、実際の挙式が描かれ、その後メルダース家も交えた披露宴で終わっている。
- 第8巻に登場した、エレノアの保養地の場面とアーネストがエンディングに登場している（この点が前述した番外編におけるアニメのシナリオへ組み込まれた部分である）。
- 原作では思いがけずパーティ会場で再会して以降、エマとウィリアムは互いの思いを自覚した恋人同士として描かれていた。しかし第2期アニメでは、身分違いの恋という重みに耐えかね、頑なにウィリアムの求愛を拒むエマと、それを必死に追うウィリアムという形で描かれており、人間関係の構図が異なっている。

### スタッフ
|                      | 第1期                     | 第2期                               |
| -------------------- | ------------------------- | ----------------------------------- |
| 監督                 | 小林常夫                  | 小林常夫                            |
| シリーズ構成         | 池田眞美子                | 池田眞美子                          |
| キャラクターデザイン | 楠本祐子、清水恵子        | 楠本祐子、清水恵子                  |
| 総作画監督           | -                         | 柳田義明                            |
| プロップデザイン     | 宮川治雄                  | -                                   |
| 美術監督             | 櫻井純子、矢野祐子        | 笹川真理                            |
| 色彩設計             | 佐藤祐子                  | 佐藤祐子                            |
| 撮影監督             | 松本敦穂                  | 松本敦穂                            |
| 編集                 | 森田清次                  | 森田清次                            |
| 音楽                 | 梁邦彦                    | 梁邦彦                              |
| 音響監督             | 菊田浩巳                  | 菊田浩巳                            |
| プロデューサー       | 渡辺隆、中山佳子          | 渡辺隆、中山佳子                    |
| プロデューサー       | 源生哲雄、福良啓 森下直文 | 大場渉、川村仁 近藤良英、矢尾坂克之 |
| アニメーション制作   | ぴえろ                    | 亜細亜堂                            |
| 製作                 | ヴィクトリアン 文化研究会 | 第2ヴィクトリアン 文化研究会        |

### 主題曲
第1期
オープニングテーマ「Silhouette of a Breeze」
作曲・編曲 - 梁邦彦
エンディングテーマ「Menuet for EMMA」
作曲 - 梁邦彦 / 編曲 - 金子健治 / 演奏 - 東京リコーダーオーケストラ
第2期
オープニングテーマ「Silhouette of a Breeze」Celtic version
作曲・編曲 - 梁邦彦
エンディングテーマ「Rondo of Lily bell」
作曲・編曲 - 梁邦彦

### 各話リスト
| 話数     | サブタイトル   | 脚本       | 絵コンテ   | 演出       | 作画監督                                       |
| 第1期    | 第1期          | 第1期      | 第1期      | 第1期      | 第1期                                          |
| -------- | -------------- | ---------- | ---------- | ---------- | ---------------------------------------------- |
| 第一章   | 贈り物         | 池田眞美子 | 小林常夫   | 小林常夫   | 楠本祐子                                       |
| 第二章   | 二つの世界     | 池田眞美子 | 岡村天斎   | 林有紀     | 齊藤寛                                         |
| 第三章   | 告白           | 川端信也   | 金子玲     | 島崎奈々子 | 遠藤裕一                                       |
| 第四章   | ミューディーズ | 池田眞美子 | 中村哲治   | 中村哲治   | 門上洋子                                       |
| 第五章   | 晩餐会         | 平見瞠     | 小島正士   | 金澤洪充   | 堀越久美子                                     |
| 第六章   | 訪問           | 吉田玲子   | 鎌倉由実   | 三宅綱太郎 | 西本真弓                                       |
| 第七章   | 水晶宮         | 池田眞美子 | 金子玲     | 林有紀     | 阿部純子 楠本祐子 木下裕孝                     |
| 第八章   | 時計           | 平見瞠     | 小林常夫   | 鎌倉由実   | 荒尾英幸                                       |
| 第九章   | ひとり         | 池田眞美子 | 島崎奈々子 | 島崎奈々子 | 窪詔之                                         |
| 第十章   | すれ違い       | 池田眞美子 | 宮崎なぎさ | 金澤洪充   | 遠藤裕一                                       |
| 第十一章 | 過去           | 池田眞美子 | 中村哲治   | 中村哲治   | 木下裕孝 門上洋子                              |
| 第十二章 | スズラン       | 池田眞美子 | 小林常夫   | 小林常夫   | 清水恵子                                       |
| 第2期    |                |            |            |            |                                                |
| 第一章   | 新しい家       | 池田眞美子 | 小林常夫   | 中村賢太郎 | 関根昌之                                       |
| 第二章   | 月光           | 池田眞美子 | 宮崎なぎさ | 岩崎知子   | 西堀九郎、齊藤寛                               |
| 第三章   | 涼雨           | 池田眞美子 | 小林常夫   | 加藤顕     | 浦和文子                                       |
| 第四章   | 求婚           | 池田眞美子 | 中村哲治   | 小林常夫   | 松田芳明                                       |
| 第五章   | 抱擁           | 池田眞美子 | 小林常夫   | 狩生豊     | 金子志津枝                                     |
| 第六章   | 成功と喪失     | 池田眞美子 | 岩崎知子   | 岩崎知子   | 関根昌之、西堀九郎                             |
| 第七章   | 夕波           | 池田眞美子 | 小島正士   | 加藤顕     | 千葉ゆみ、佐藤敏明                             |
| 第八章   | 居場所         | 池田眞美子 | 宮崎なぎさ | 津田義三   | 松田芳明、川口弘明                             |
| 第九章   | 覚悟           | 池田眞美子 | 杉田夏海   | 杉田夏海   | 西岡夕樹、齊藤寛 楠本祐子、清水恵子            |
| 第十章   | 窓辺           | 池田眞美子 | 小島正士   | 佐藤洋二   | 岩佐とも子                                     |
| 第十一章 | 光陰           | 池田眞美子 | 佐藤卓哉   | 岩崎知子   | 関根昌之、千葉ゆみ                             |
| 最終章   | 花             | 池田眞美子 | 小林常夫   | 小林常夫   | 柳田義明、西堀九郎 西岡夕樹、清水恵子 楠本祐子 |

### 放送局
| 放送地域 | 放送局        | 放送期間               | 放送日時           | 放送系列       | 備考             |
| -------- | ------------- | ---------------------- | ------------------ | -------------- | ---------------- |
| 神奈川県 | tvk           | 2005年4月2日 - 6月18日 | 土曜 24:30 - 25:00 | 独立UHF局      |                  |
| 福岡県   | RKB毎日放送   | 2005年4月2日 - 6月18日 | 土曜 27:15 - 27:45 | TBS系列        |                  |
| 千葉県   | ちばテレビ    | 2005年4月3日 - 6月19日 | 日曜 24:00 - 24:30 | 独立UHF局      |                  |
| 埼玉県   | テレビ埼玉    | 2005年4月3日 - 6月19日 | 日曜 24:35 - 25:05 | 独立UHF局      |                  |
| 兵庫県   | サンテレビ    | 2005年4月4日 - 6月20日 | 月曜 24:00 - 24:30 | 独立UHF局      |                  |
| 愛知県   | テレビ愛知    | 2005年4月5日 - 6月21日 | 火曜 27:58 - 28:28 | テレビ東京系列 |                  |
| 日本全域 | TBSチャンネル | 2005年4月8日 - 6月24日 | 金曜 22:00 - 22:30 | CS放送         | リピート放送あり |

| 放送地域   | 放送局     | 放送期間                | 放送日時           | 放送系列       | 備考 |
| ---------- | ---------- | ----------------------- | ------------------ | -------------- | ---- |
| 埼玉県     | テレ玉     | 2007年4月16日 - 7月2日  | 月曜 25:30 - 26:00 | 独立UHF局      |      |
| 千葉県     | チバテレビ | 2007年4月16日 - 7月2日  | 月曜 26:10 - 26:40 | 独立UHF局      |      |
| 兵庫県     | サンテレビ | 2007年4月16日 - 7月2日  | 月曜 26:10 - 26:40 | 独立UHF局      |      |
| 東京都     | TOKYO MX   | 2007年4月20日 - 7月6日  | 金曜 18:30 - 19:00 | 独立UHF局      |      |
| 神奈川県   | tvk        | 2007年4月21日 - 7月7日  | 土曜 25:30 - 26:00 | 独立UHF局      |      |
| 中京広域圏 | メ〜テレ   | 2007年5月11日 - 8月17日 | 金曜 27:15 - 27:45 | テレビ朝日系列 |      |

※TOKYO MXとメ〜テレ以外の局では、放送開始の前週に第1期の総集編を放送した。

### アニメ関連書籍
- エマ アニメーションガイド（著者：森薫・村上リコ、監修：小林常夫）
  - 1巻：2005年10月24日発売 ISBN 4-7577-2446-2
  - 2巻：2006年1月30日発売 ISBN 4-7577-2597-3
  - 3巻：2006年5月25日発売 ISBN 4-7577-2788-7

## インターネットラジオ（エマ放送協會）
作品の舞台である19世紀のイギリスについて学べる「教育ラジオ」と作品（原作・アニメ）の情報とリスナーの投稿を中心にした「総合ラジオ」の2種類がある。

### 出演者
- 教育ラジオ
  - フランシス（声：田上由希子）
  - メアリ（声：遠藤綾）
- 総合ラジオ
  - 大原さやか（グレイス役）
  - 常藤明子

## 時代考証
本作品はヴィクトリア期のイギリスの風俗を丁寧に描いている一方、本作品ならではのアレンジもいくつか存在し、僅かながら考証の誤りも指摘されている。
- 第1話でウィリアムは複葉機の模型を手に取っているが、このような飛行機が登場したのは20世紀以降である。
  - アニメでは19世紀にウィリアム・サミュエル・ヘンソンの発明した蒸気式飛行機（Aerial Steam Carriage）に変更された。
- 第2巻の終わりで登場するキングス・クロス駅のプラットフォームの柱が鍛鉄製となっているがこれはユーストン駅のデザインであり、実際は煉瓦製の柱である。

## その他
- ときわ書房聖蹟桜ヶ丘店で2005年3月、エマのコスプレを女性店員が行なったフェアが開かれていた[8]。